# Stomu Yamashta
Stomu Yamashta, Tsutomu Yamashita (山下 勉), né à Kyoto le 15 mars 1947 est un percussionniste, claviériste et compositeur japonais.

## Biographie

### Les débuts
Son père était professeur de musique et chef de l'Orchestre philharmonique Asahi de Kyoto, il a encouragé son fils à étudier la musique. Dès l’âge de 8 ans, Yamashta montre un don pour tous les instruments de percussion - timbales, carillons, vibraphones et xylophones - alors qu’il était encore au lycée, il réussit l'exploit de jouer avec six bâtons simultanément. Son don et son jeune âge attirent l'attention, si bien qu’à 14 ans, il est invité à se produire comme percussionniste avec les orchestres philharmoniques de Kyoto et d’Osaka. La même année (1961), il a également attiré l’attention de l'industrie cinématographique japonaise, et a été choisi par Akira Ifukube pour participer à la bande sonore du film The Tale of Zatoichi ; d’autres commandes ont suivi, et il a rapidement été engagé par les studios Shochiku, Daiei, Toei de Kyoto pour travailler régulièrement.
En 1963, Yamashta a donné son premier concert en soliste, exécutant le concerto pour percussion de Darius Milhaud avec l’orchestre philharmonique Asahi de Kyoto. À 16 ans, il était le plus jeune membre de l'orchestre. Son âge et son extraordinaire talent ont attiré l'attention d’Aram Khachaturian qui l'a invité à venir étudier en Russie. C’est également à cette époque que Yamashta assiste à un concert de l'Orchestre philharmonique de New York en visite à Kyoto ; à cette occasion, il rencontre le timbalier Saul Goodman qui l’encourage à venir étudier à la Juilliard school de New York. Après avoir économisé suffisamment, Yamashta s’installe à New York à 17 ans.

### L’Amérique
Il étudie à la Juilliard, puis au Berklee College of Music, de Boston, découvre le Jazz et rencontre Masahiko Satō.
Dans les années 1960 il a joué avec Thor Johnson, Tōru Takemitsu, et Hans Werner Henze, entre autres. Il a changé son nom de Tsutomu Yamashita pour la phonétique plus simple de Stomu Yamashta. En 1969, il a gagné la reconnaissance du monde lors d'un concert avec Seiji Ozawa et l'Orchestre symphonique de Chicago.
Il interprète également les compositions de Yūji Takahashi, et joue avec plusieurs orchestres en tant qu’invité notamment avec l'Opéra de Boston et l’orchestre de chambre de Chicago,.

### L’Europe
Puis c’est la période européenne. Après la découverte des possibilités du synthétiseur avec Peter Zinovieff, il travaille, avec des musiciens comme Leo Brouwer, Gunter Hampel, Morton Gould, Donald Erb, ou le violoniste Takehisa Kosugi.
Au tournant des années 1970, il travaille avec Peter Maxwell Davies et fait venir en Europe la compagnie Bouddha Théâtre Rouge du Japon. Agissant comme réalisateur, producteur et compositeur, Yamashta incorpore des éléments du théâtre nô, du kabuki, du mime, dans une fusion de musiques de percussion traditionnelles japonaises avec des éléments de jazz et de rock occidental.
Il a participé à l'écriture et l'exécution de The Man From The East, avec Morris Pert de Come To The Edge, fournissant le support musical.
Il a également composé pour le Royal Ballet. Certains morceaux de ses albums ont été incorporés à des films comme celui de Nicolas Roeg L'Homme qui venait d'ailleurs (avec David Bowie) ; les Diables, réalisé avec la musique de Peter Maxwell Davies pour Ken Russell, et dans la partition de John Williams pour Images de Robert Altman (1972). Son Space Theme a été utilisé par la BBC pour le Guide du voyageur galactique.
Stomu Yamashta apparaît également dans le dernier épisode de Tony Palmer All You Need is Love : L'histoire de la musique populaire.
À la fin des années 1970, il a dirigé le super-groupe Go avec Steve Winwood, Al Di Meola, Klaus Schulze et Michael Shrieve.

### Le retour au Japon
Puis c’est le retour à Kyoto et la retraite bouddhiste, il se consacre désormais à l'expression de concepts bouddhistes à travers la musique. Ses compositions prennent une tournure plus méditative avec des tons soutenus et des effets cosmiques, créant une atmosphère d'introspection et de sérénité. Il connaissait déjà le Cristal Baschet, un moine lui fait découvrir les possibilités de la pierre résonnante sanukit, il crée le sanukitophone et joue de ce lithophone.
Il travaille également avec Junya Satō sur le film Kukai, retraçant la vie du moine qui a introduit le bouddhisme au Japon au début du IXe siècle et avec Paul Mazursky  sur son film adapté de La Tempête de Shakespeare.

## Discographie
- Percussion Recital (1971)
- The World Of Stomu Yamashta (1971, live)
- Uzu: The World Of Stomu Yamashta 2 (1971, live)
- Metempsychosis (1971, collaboration avec Masahiko Sato)
- Red Buddha (1971)
- Sunrise From West Sea (1971, live)
- Floating Music (1972)
- Images original soundtrack (Robert Altman, 1972), Musique composée par John Williams; percussion par Stomu Yamashta
- Der langwierige Weg in die Wohnung der Natascha Ungeheuer (Hans Werner Henze) (1972)
- Henze/Takemitsu/Maxwell Davies (1972), incluant:
  - Prison Song (Henze)
  - Seasons (Takemitsu)
  - Turris Campanarum Sonatinum (Maxwell Davies)
- The Man From The East (1973) Avec J. Peter Robinson au piano électrique sur 4 pièces.
- Freedom Is Frightening
- One by One (soundtrack) Stomu Yamashta´s East Wind (1974).
- Raindog (1975)
- Die Neue Musik Und Ihre Neuesten Entwicklungen (1975),
  - |El Cimarrón (Henze)
- Go (Go album)| (1976)
- Go Live From Paris (1976)
- Go Too (1977)
- Waza + Mujo 7" from:
  - Budo: The Art of Killing (1978, Bande Originale)
- Iroha-Ten/Chi (1981)
- Iroha-Sui (1982)
- Tempest (1982, Bande Originale)
- Iroha-Ka (1983)
- Kukai (1984, Bande Originale)
- Sea & Sky (1985)
- Solar Dream, Vol. 2 Fantasy Of Sanukit (1990)
- Solar Dream, Vol. 1 The Eternal Present (1993)
- Solar Dream Vol. 3 Peace And Love (1997)
- A Desire of Beauty and Wonder Stone, Part 1 (1999)
- Listen To The Future, Vol. 1 (2001)
- Tofu (2002, compilation avec Kodo, Yoshida Brothers, others)
- Live In Stockholm, Sweden, September 28, 1974 (2005, live)
- Bergmál (2006, collaboration avec Ragnhildur Gísladóttir et Sjón

,,.